# Синявский сельсовет
Синявский сельсовет — административная единица на территории Клецкого района Минской области Республики Беларусь. Административный центр — агрогородок Синявка.

## Географическое положение
Сельсовет расположен в юго-западной части Клецкого района.

## История
Первые сведения о деревне Синявка относятся к началу XVI века, когда между 1506 и 1522 годами поместье Синявка принадлежало князю Ф. У. Ярославичу, которому великий князь Жигимонт I Старый разрешил завести здесь базар и корчму.
В начале XVII века в Синявке была построена Свято-Николаевская церковь, существующая и поныне. В 1843 году открыт станционный дом 3-го разряда. Через местечко проезжали почтовые экипажи.
С апреля 1919 года Синявская гмина была в составе Польши. В сентябре 1939 года Синявка освобождена частями Красной Армии.
В октябре 1939 года на территории сегодняшнего Синявского сельсовета было образовано два сельских Совета: Синявский и Слободской. После освобождения территории от немецко-фашистских захватчиков был образован один Синявский сельский Совет, председателем которого в 1947 году был назначен Коневего Леонид Иосифович.

## Состав
Синявский сельсовет включает 8 населённых пунктов:
- Ганевичи — деревня.
- Заболотники — деревня.
- Карбовцы — деревня.
- Лучицы — деревня.
- Нарешевичи — деревня.
- Понача — деревня.
- Руда — деревня.
- Синявка — агрогородок.

## Производственная сфера
- ОАО «Клецкий райагросервис». Специализируется на производстве молока, мяса, зерна, картофеля, сахарной свеклы.
- Филиал ОАО «Борисовдрев» производство мебели «Синявка». Производство корпусной мебели.

## Социально-культурная сфера
- Синявская средняя школа
- Детский сад-ясли на 90 мест
- Здравоохранение: Синявская участковая больница
- Культура: Синявский сельский Дом культуры, две сельские библиотеки и один пункт выдачи книг в д. Заболотники. В СДК работают женская и мужская вокальные группы, кружок сольного пения, молодёжный патриотический клуб «Юность». В Синявской сельской библиотеке работают кружки «Спадчына» и «Домовичок».

## Дорожное хозяйство
Протяженность дорог на территории сельского Совета составляет 43,19 км. Из них асфальтово-бетонное покрытие имеют 20,65 км, гравийное — 19,36 км, грунтовое − 3,18 км.

## Памятные места
- Могила советских воинов и партизан в агрогородке Синявка
- Памятник медсестрам первой мировой войны в деревне Ганевичи
- Могила жертвам фашизма в деревне Нарешевичи

## Достопримечательности
В Синявке имеется памятник архитектуры конца XVIII века — почтовая станция (ныне ДЭУ-65).